# Autorrevisão
Autorrevisão pode ser definida como a inserção de mudanças no texto pelo seu próprio autor, independentemente de colaboradores, visando a sua melhoria. Essas alterações podem compreender palavras, frases ou parágrafos e ocorrer por meio de supressões, acréscimos ou deslocamentos [1].
O problema da autorrevisão consiste na dificuldade do autor em detectar os problemas do próprio texto, bem como uma espécie de resistência a modificar o que já foi escrito. Portanto, a ideia de uma boa autorrevisão pode ser considerada improvável, uma vez que o autor prescinde da distância fundamental a uma boa avaliação textual, mesmo que ele domine as habilidades linguísticas necessárias.
Embora tais habilidades linguísticas sejam imprescindíveis, elas não são suficientes para uma boa revisão. Ou seja, o trabalho de um revisor não é somente reparar aspectos “superficiais” do texto, como deslizes de gramática ou ortografia. Se assim fosse, revisar seria corrigir, dar um tratamento cosmético ao texto, sem repensar o que foi escrito[2]. Uma boa revisão carece de uma reflexão sobre o próprio processo da escritura, pelo qual as ideias evoluem e o sentido se constrói.
A questão é se o autor seria capaz ou não de revisar seu próprio texto, se estaria apto a realizar a autorrevisão, justamente em função das questões mencionadas anteriormente. Evidencia-se então a relevância de um novo olhar sobre o texto, uma leitura desvinculada da produção, capaz de perceber incoerências ou lacunas deixadas pelo autor.